# V773 Tauri
V773 Tauri eller HD 283447, är en multipelstjärna belägen i den mellersta delen av stjärnbilden Oxen och ligger nära det mörka molnet Lynds 1495. Den har en skenbar magnitud som varierar 10,59 – 10,95 och kräver ett teleskop för att kunna observeras. Baserat på olika uppskattningar av parallaxmätning inom Hipparcosuppdraget på ca 8,33 mas, beräknas den befinna sig på ett avstånd av ca 433 ljusår (133 parsek) från solen. Den rör sig bort från solen med en heliocentrisk radialhastighet på ca 16 km/s.

## Observation
V773 Tauri identifierades som en T Tauri-stjärna av A. E. Rydgren et al. 1974. Radioutstrålning upptäcktes 1983 från denna källa. År 1993 upptäcktes det att den var en dubbelstjärna med en vinkelseparation på cirka 0,150 bågsekund. De två komponenterna betecknas V773 Tauri A och B. Komponent A visade sig vara en dubbelsidig spektroskopisk dubbelstjärna med en omloppsperiod på 51 dygn. År 2003 lokaliserades en tredje medlem av gruppen, komponent C, med en separation av 0,256 bågsekund från komponent A.
Omloppslösningar för A–B-paret ger en oväntat hög dynamisk massa på 2,69 ± 0,67 solmassor för komponent B, vilket tyder på att den också kan vara en dubbelstjärna. En ensam stjärna med så mycket massa skulle ha 17 gånger solens ljusstyrka, vilket är oförenligt med den observerade optiska ljusstyrkan. Fotometri av komponent B tyder på att den utsläcks av stoft längs siktlinjen. Komponenten är variabel i K-bandet, vilket överensstämmer med klumpar eller moln av stoft i omloppsbana.

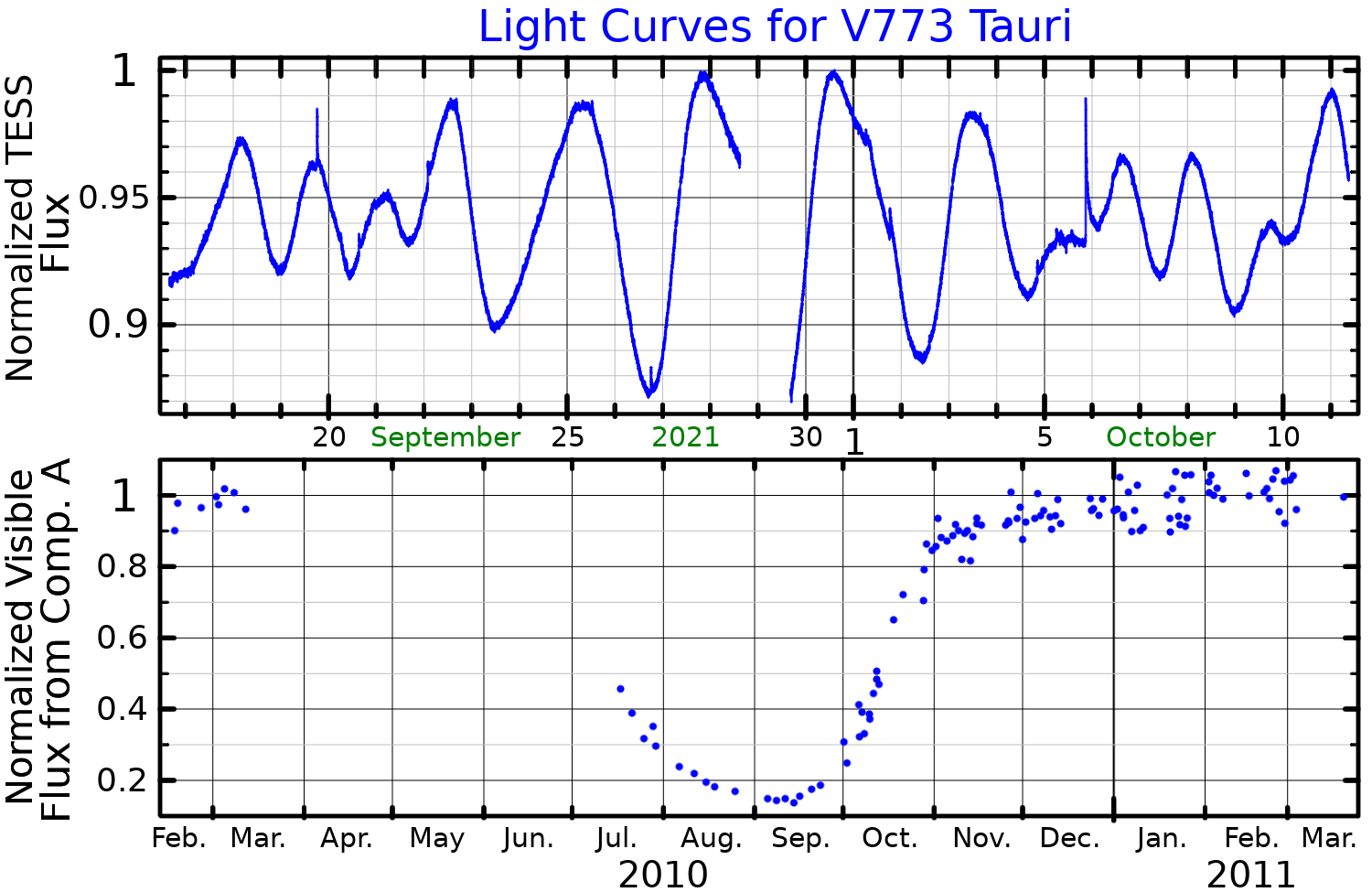
Ljuskurva för V773 Tauri. Det övre diagrammet visar vatiation enligt TESS-data. Det nedre diagrammet visar förmörkelse 2010, plottad från Kenworthy et al.

År 2010 observerades en utdragen förmörkelse i V773 Tauri-systemet. Detta tolkades som en omgivande skiva hos komponent B som passerade framför komponent A. Förmörkelsen skymde 70 procent av emissionen från komponent A och varade i 150 dygn.
Det centrala stjärnparet cirkulerar kring varandra med en omloppsperiod av 51,1 dygn medan komponenten B cirkulerar kring det inre paret med en period av 26,5 år. Kring denna grupp cirkulerar den yttre komponenten C med en omloppsperiod av 624 år.

## Egenskaper
Primärstjärnan V773 Tauri Aa är en orange till gul stjärna i huvudserien av spektralklass K3 Ve. Den har en massa som är lika med ca 1,6 solmassa, en radie som är ca 2,2 solradier och utsänder energi från dess fotosfär motsvarande ca 2,6 gånger solen vid en effektiv temperatur av ca 4 900 K. Den bildar en dubbelstjärna med V773 Tauri Ab, som är en orange till gul stjärna, som har en massa av ca 1,3 solmassa, en radie som är ca 1,7 solradie och en effektiv temperatur av ca 4 700 K.
Följeslagaren V711 Tauri B är en orange till gul stjärna i huvudserien av spektralklass K3 V, som har en massa som är lika med 0,78 solmassa, en radie som är 0,78 solradier och utsänder energi från dess fotosfär motsvarande ca 0,3 gånger solen vid en effektiv temperatur av ca 4 800 K.